# Mesa para 3 (programa de televisión)
Mesa para tres es un programa de televisión chileno, emitido por TV+ y conducido por Claudio Palma, Iván Arenas y Álvaro Salas.

## Historia
Estrenado a finales de 2021, el programa consiste en la conversación de los tres panelistas, incluyendo anécdotas, chistes y curiosidades, siguiendo el formato de una tertulia entre un grupo de amigos. Las secciones estables del programa son la caja rosa, momento en que Iván Arenas presenta un objeto y su historia, y las noticias, parodia de un noticiero, a cargo de Álvaro Salas.
La idea del programa nació de la mutua amistad entre los tres conductores; tanto Arenas como Salas eran compañeros de universidad, en tanto que Palma es cercano a ellos.
El programa marca el regreso estable a la televisión abierta de Iván Arenas y Álvaro Salas.

## Panelistas
- Iván Arenas
- Claudio Palma
- Álvaro Salas